# Nazionale femminile di football americano della Finlandia
La nazionale di football americano femminile della Finlandia è la selezione maggiore femminile di football americano dell'Associazione Finlandese di Football Americano che rappresenta la Finlandia nelle varie competizioni ufficiali o amichevoli riservate a squadre nazionali.

## Risultati
Legenda: Grassetto: Risultato migliore, Corsivo: Mancate partecipazioni

## Dettaglio stagioni

### Amichevoli
| Stagione | Vin | Par | Per | Tot | PF  | PS | avversaria |
| -------- | --- | --- | --- | --- | --- | -- | ---------- |
| 2008     | 1   | 0   | 0   | 1   | 64  | 0  | Svezia     |
| 2009     | 1   | 0   | 0   | 1   | 36  | 6  | Svezia     |
| 2010     | 1   | 0   | 0   | 1   | 36  | 0  | Svezia     |
| 2011     | 1   | 0   | 0   | 1   | 18  | 5  | Svezia     |
| 2012     | 1   | 0   | 0   | 1   | 22  | 0  | Svezia     |
| 2013     | 1   | 0   | 0   | 1   | 16  | 0  | Svezia     |
| 2014     | 1   | 0   | 0   | 1   | 39  | 12 | Svezia     |
| 2015     | 1   | 0   | 0   | 1   | 50  | 0  | Svezia     |
| 2016     | 1   | 0   | 0   | 1   | 22  | 8  | Svezia     |
| 2017     | 1   | 0   | 0   | 1   | 29  | 6  | Svezia     |
| 2018     | 1   | 0   | 0   | 1   | 21  | 20 | Svezia     |
| 2019     | 0   | 0   | 1   | 1   | 14  | 28 | Svezia     |
| Totale   | 11  | 0   | 1   | 12  | 367 | 85 |            |

Fonte: americanfootballitalia.com

### Tornei

#### Mondiali
| Stagione | regular season | regular season | regular season | regular season | regular season | regular season | playoff | playoff | playoff | playoff | playoff | playoff      | playoff    |
|          | Vin            | Par            | Per            | Tot            | PF             | PS             | Vin     | Per     | Tot     | PF      | PS      | risultato    | avversaria |
| -------- | -------------- | -------------- | -------------- | -------------- | -------------- | -------------- | ------- | ------- | ------- | ------- | ------- | ------------ | ---------- |
| 2010     | 1              | 0              | 1              | 2              | 50             | 88             | 1       | 0       | 1       | 26      | 18      | Terzo posto  | Germania   |
| 2013     | 1              | 0              | 1              | 2              | 59             | 34             | 1       | 0       | 1       | 20      | 19      | Terzo posto  | Germania   |
| 2017     | 0              | 0              | 2              | 2              | 21             | 75             | 1       | 0       | 1       | 35      | 0       | Quinto posto | Australia  |
| 2022     | -              | -              | -              | -              | -              | -              | 2       | 1       | 3       | 78      | 45      | Terzo posto  | Canada     |
| Totale   | 2              | 0              | 4              | 6              | 130            | 197            | 5       | 1       | 6       | 159     | 82      |              |            |

Fonte: americanfootballitalia.com

#### Europei
| Stagione | regular season | regular season | regular season | regular season | regular season | regular season | playoff | playoff | playoff | playoff | playoff | playoff     | playoff       |
|          | Vin            | Par            | Per            | Tot            | PF             | PS             | Vin     | Per     | Tot     | PF      | PS      | risultato   | avversaria    |
| -------- | -------------- | -------------- | -------------- | -------------- | -------------- | -------------- | ------- | ------- | ------- | ------- | ------- | ----------- | ------------- |
| 2015     | 2              | 0              | 0              | 2              | 108            | 25             | 1       | 0       | 1       | 50      | 12      | Campionesse | Gran Bretagna |
| 2019     | 3              | 0              | 0              | 3              | 95             | 34             | -       | -       | -       | -       | -       | Campionesse |               |
| Totale   | 5              | 0              | 0              | 5              | 203            | 59             | 1       | 0       | 1       | 50      | 12      |             |               |

#### AFVD International Ladies Bowl
| Stagione | regular season | regular season | regular season | regular season | regular season | regular season | playoff | playoff | playoff | playoff | playoff | playoff       | playoff    |
|          | Vin            | Par            | Per            | Tot            | PF             | PS             | Vin     | Per     | Tot     | PF      | PS      | risultato     | avversaria |
| -------- | -------------- | -------------- | -------------- | -------------- | -------------- | -------------- | ------- | ------- | ------- | ------- | ------- | ------------- | ---------- |
| 2011     | -              | -              | -              | -              | -              | -              | 0       | 1       | 1       | 0       | 34      | Secondo posto | Germania   |
| Totale   | -              | -              | -              | -              | -              | -              | 0       | 1       | 1       | 0       | 34      |               |            |

### Riepilogo partite disputate
| Anno            | Luogo             | Evento                         | Fase del torneo      | Incontro                  | Risultato |
| 4 ottobre 2008  | Helsinki          | Amichevole                     |                      | Finlandia - Svezia        | 64 - 0    |
| 3 ottobre 2009  | Stoccolma         | Amichevole                     |                      | Svezia - Finlandia        | 6 - 36    |
| 29 giugno 2010  | Stoccolma         | Mondiale                       | Girone               | Finlandia - Austria       | 50 - 16   |
| 1º luglio 2010  | Stoccolma         | Mondiale                       | Girone               | Stati Uniti - Finlandia   | 72 - 0    |
| 3 luglio 2010   | Stoccolma         | Mondiale                       | Finale 3º - 4º posto | Finlandia - Germania      | 26 - 18   |
| 2 ottobre 2010  | Vantaa            | Amichevole                     |                      | Finlandia - Svezia        | 36 - 0    |
| 28 agosto 2011  | Monaco di Baviera | AFVD International Ladies Bowl |                      | Germania - Finlandia      | 34 - 0    |
| 1º ottobre 2011 | Stoccolma         | Amichevole                     |                      | Svezia - Finlandia        | 5 - 18    |
| 6 ottobre 2012  | Helsinki          | Amichevole                     |                      | Finlandia - Svezia        | 22 - 0    |
| 30 giugno 2013  | Vantaa            | Mondiale                       | Girone               | Finlandia - Spagna        | 47 - 0    |
| 4 luglio 2013   | Vantaa            | Mondiale                       | Girone               | Canada - Finlandia        | 34 - 12   |
| 6 luglio 2013   | Vantaa            | Mondiale                       | Finale 3º - 4º posto | Finlandia - Germania      | 20 - 19   |
| 5 ottobre 2013  | Stoccolma         | Amichevole                     |                      | Svezia - Finlandia        | 0 - 16    |
| 4 ottobre 2014  | Helsinki          | Amichevole                     |                      | Finlandia - Svezia        | 39 - 12   |
| 2 agosto 2015   | Granada           | Europeo                        | Girone               | Spagna - Finlandia        | 18 - 56   |
| 6 agosto 2015   | Granada           | Europeo                        | Girone               | Austria - Finlandia       | 7 - 52    |
| 8 agosto 2015   | Granada           | Europeo                        | Finale               | Finlandia - Gran Bretagna | 50 - 12   |
| 3 ottobre 2015  | Stoccolma         | Amichevole                     |                      | Svezia - Finlandia        | 0 - 50    |
| 1º ottobre 2016 | Vantaa            | Viking Line Bowl I             |                      | Finlandia - Svezia        | 22 - 8    |
| 24 giugno 2017  | Langley           | Mondiale                       | Girone               | Finlandia - Gran Bretagna | 21 - 27   |
| 27 giugno 2017  | Langley           | Mondiale                       | Girone               | Stati Uniti - Finlandia   | 48 - 0    |
| 30 giugno 2017  | Langley           | Mondiale                       | Finale 5º - 6º posto | Finlandia - Australia     | 35 - 0    |
| 7 ottobre 2017  | Stoccolma         | Viking Line Bowl II            |                      | Svezia - Finlandia        | 6 - 29    |
| 6 ottobre 2018  | Vantaa            | Viking Line Bowl III           |                      | Finlandia - Svezia        | 21 - 20   |
| 12 agosto 2019  | Leeds             | Europeo                        | Girone               | Finlandia - Austria       | 50 - 0    |
| 14 agosto 2019  | Leeds             | Europeo                        | Girone               | Finlandia - Svezia        | 27 - 20   |
| 17 agosto 2019  | Leeds             | Europeo                        | Girone               | Gran Bretagna - Finlandia | 14 - 18   |
| 4 ottobre 2019  | Solna             | Amichevole                     |                      | Svezia - Finlandia        | 28 - 14   |
| 30 luglio 2022  | Vantaa            | Mondiale                       | Quarti di finale     | Finlandia - Svezia        | 49 - 0    |
| 3 agosto 2022   | Vantaa            | Mondiale                       | Semifinale           | Stati Uniti - Finlandia   | 28 - 10   |
| 7 agosto 2022   | Vantaa            | Mondiale                       | Finale 3º - 4º posto | Canada - Finlandia        | 17 - 19   |
| 27 maggio 2023  | Vantaa            | Europeo                        | Turno 2              | Finlandia - Spagna        | 0 - 12    |
| 26 agosto 2023  | Solna             | Europeo                        | Turno 3              | Svezia - Finlandia        | 0 - 10    |
| 25 maggio 2024  | Vantaa            | Europeo                        | Turno 5              | Finlandia - Germania      | 20 - 0    |
| 17 agosto 2024  | Worcester         | Europeo                        | Turno 6              | Gran Bretagna - Finlandia | 21 - 14   |

## Confronti con le altre Nazionali
Questi sono i saldi della Finlandia nei confronti delle Nazionali incontrate.

### Saldo positivo
| Nazionale | Giocate | Vinte | Pareggiate | Perse | PF  | PS  | Ultima vittoria | Ultimo pari | Ultima sconfitta |
| --------- | ------- | ----- | ---------- | ----- | --- | --- | --------------- | ----------- | ---------------- |
| Austria   | 3       | 3     | 0          | 0     | 152 | 23  | 2019            | -           | -                |
| Australia | 1       | 1     | 0          | 0     | 35  | 0   | 2017            | -           | -                |
| Svezia    | 15      | 14    | 0          | 1     | 453 | 105 | 2023            | -           | 2019             |
| Germania  | 4       | 3     | 0          | 1     | 66  | 71  | 2024            | -           | 2011             |
| Spagna    | 3       | 2     | 0          | 1     | 103 | 30  | 2015            | -           | 2023             |

### Saldo in pareggio
| Nazionale     | Giocate | Vinte | Pareggiate | Perse | PF  | PS | Ultima vittoria | Ultimo pari | Ultima sconfitta |
| ------------- | ------- | ----- | ---------- | ----- | --- | -- | --------------- | ----------- | ---------------- |
| Gran Bretagna | 4       | 2     | 0          | 2     | 103 | 74 | 2019            | -           | 2024             |
| Canada        | 2       | 1     | 0          | 1     | 31  | 51 | 2022            | -           | 2013             |

### Saldo negativo
| Nazionale   | Giocate | Vinte | Pareggiate | Perse | PF | PS  | Ultima vittoria | Ultimo pari | Ultima sconfitta |
| ----------- | ------- | ----- | ---------- | ----- | -- | --- | --------------- | ----------- | ---------------- |
| Stati Uniti | 3       | 0     | 0          | 3     | 10 | 148 | -               | -           | 2022             |

## Roster storici
| Roster della Finlandia - Finlandia-Svezia 2008 |
| --- |
| Quarterback - Jenni Wahlberg QB/LB Running Back - Katri Laine HB/DB - Johanna Rantonen HB - Anna-Maria Lantta FB/DL - Elina Seppälä FB Wide Receiver - Anni Seppälä - Hanna Hirvonen - Nora Ahokas - Ulla Repo - Paula Lehtinen WR/FB - Sini Virtanen Tight End - Sanni Virtanen TE/DL Offensive Linemen - Anna Rajavuori OL/DL - Kirsi Kauhanen OL/DL - Anne Mäkinen OL/FB - Mari Haatainen - Minttu Hurme OL/DL - Petra Eloranta - Mirva Honkonen - Sari Pehkonen Defensive Linemen - Elina Kero - Nina-Maria Perttunen - Tea Törmänen - Piia Perälä - Taru Lindell - Terhi Julkunen Linebacker - Tiia Meskanen LB/TE - Liina Mancuso LB/TE - Jenna Suhonen - Eeva Karhunen - Kaisa Carlson Defensive Back - Laura Haapaniemi - Laura Jaakola DB/QB - Tiina Salo DB/QB - Anette Bäckman DB/HB - Terhi Koistinen - Tiina Leskinen - Sari Kuosmanen DB/WR - Noora Pita DB/WR Special Team - Tiina Santajoki K Roster aggiornato al 14 novembre 2024 Coaching staff HC Teemu Kuusisto · AC Heikki Kuusela · AC Janne Seppä · AC Kalle da Silva Gonçalves · AC Jesse Talikka · AC Kalle Karppinen · AC Christer Stockus · AC Sami Repo |

| Roster della Finlandia - Svezia-Finlandia 2009 |
| --- |
| Quarterback - Merita Bruun - Jenni Wahlberg Running Back - Jenna Suhonen - Elina Seppälä - Laura Haapaniemi - Tiina Santajoki Wide Receiver - Nora Ahokas - Sari Kuosmanen - Anni Seppälä - Ulla Repo Offensive Linemen - Minttu Hurme - Kirsi Kauhanen - Riikka Kallio - Tiina Mutanen - Pauliina Mäkelä Defensive Linemen - Anna-Maria Lantta - Elina Nyyssönen - Taru Lindell - Terhi Julkunen - Nina-Maria Perttunen Linebacker - Kaisa Siitonen - Kaisa Carlson - Hanna Saari - Tytti Isomaa - Pilvi Ryynänen - Tiia Meskanen - Elina Kero - Raisa Aromaa Defensive Back - Tiina Salo - Jaana Mäkelä - Piia Vierikko - Anette Bäckman - Tanja Korolainen - Tiina Leskinen Special Team Roster aggiornato al 15 novembre 2024 Coaching staff HC/OC Teemu Kuusisto · DC/LB Kalle Karppinen · OL Heikki Kuusela · DL Janne Seppä · QB/WR Niclas Carpelan · RB Akumatti Leskinen · DB Henrik Kuosa |

| Roster della Finlandia - Mondiale 2010 |
| --- |
| Quarterback - Merita Bruun - Jenni Wahlberg - Tiina Salo Running Back - Jenna Suhonen - Laura Haapaniemi - Anu Hakkarainen Wide Receiver - Teea Kemppinen - Sari Kuosmanen - Tiia Meskanen - Ulla Repo - Milla Kuusisto - Niina Korjonen Offensive Linemen - Minttu Hurme - Kirsi Kauhanen - Mirva Honkonen - Maija Turpeinen - Johanna Päkkilä - Nora Ahokas - Merle Ziemann - Satu Heikkinen Defensive Linemen - Tiina Mutanen - Tea Törmänen - Terhi Julkunen - Nina-Maria Perttunen Linebacker - Katri Laine - Kaisa Carlson - Hanna Saari - Minna Turunen - Elina Seppälä - Elina Kero - Raisa Aromaa Defensive Back - Maiju Isomaa - Piia Vierikko - Anette Bäckman - Tanja Korolainen - Jonna Hakkarainen - Tiina Leskinen - Milla Riekki - Päivi Piippo - Kati Rinne - Annika Hautala Special Team Roster aggiornato al 14 novembre 2024 Coaching staff HC/OC Teemu Kuusisto · DC Tuukka Hämäläinen · OL Heikki Kuusela · QB/WR Jasmin Lindqvist · DL Janne Seppä · LB Kalle Karppinen |

| Roster della Finlandia - Svezia-Finlandia 2011 |
| --- |
| Quarterback - Jaana Mäkelä QB/RB - Merita Bruun - Sanna Järvinen Running Back - Elina Seppälä - Miia Patala - Milla Riekki Wide Receiver - Jenna Suhonen - Sini Virtanen - Natalia Blomster - Miina Saros - Emmi Siivola - Teea Kemppinen Offensive Linemen - Karolina Paukkala - Merle Ziemann - Anna Rajavuori - Maija Turpeinen - Minttu Hurme - Riikka Martin - Nina-Maria Perttunen Defensive Linemen - Tiina Mutanen - Sarah Takolander - Anne Rasilahti - Terhi Julkunen Linebacker - Paula Lehtinen - Anri Vartiainen - Kaisa Carlson - Minna Vanhanen - Milla Kuusisto - Elina Kero - Katri Laine Defensive Back - Maiju Isomaa - Tiina Leskinen - Anna Tanskanen - Jonna Hakkarainen - Milla Haapala - Kati Rinne - Päivi Piippo Special Team Roster aggiornato al 15 novembre 2024 Coaching staff HC/OC Teemu Kuusisto · DC/LB Kalle Karppinen · OL Heikki Kuusela · RB Toni Luomajoki · WR Jasmin Lindqvist · QB Jenni Wahlberg · DL Janne Seppä · DB Tuukka Hämäläinen |

| Roster della Finlandia - Finlandia-Svezia 2012 |
| --- |
| Quarterback - 9 Tiina Ylikorkala - 11 Sanna Järvinen - 12 Tiina Salo - 34 Jonna Hakkarainen Running Back - 1 Nelli Ruotsalainen - 3 Janina Virtanen - 5 Jenni Lindén - 8 Paula Lehtinen - 14 Heli Harjanne - 21 Kirsti Nirhamo - 36 Reija Salomäki Wide Receiver - 80 Sari Kuosmanen - 84 Janna-Jemina Seiles - 89 Natalia Blomster - 99 Teea Kemppinen Offensive Linemen - 51 Miia Virtanen - 60 Merle Ziemann - 62 Anna Rajavuori - 66 Laura Kontiainen - 67 Riikka Martin - 68 Minttu Hurme - 70 Jenni Miettinen - 75 Karolina Paukkala Defensive Linemen - 32 Elina Seppälä - 58 Sarah Takolander - 59 Anne Rasilahti - 63 Laura Tennberg - 64 Riikka Kallio - 71 Mia Heinikoski Linebacker - 22 Kaisa Carlson - 25 Anri Vartiainen - 30 Anna Tanskanen - 35 Anu Hakkarainen - 42 Milla Riekki - 43 Elina Kero - 50 Laura Peltonen - 54 Mari Salonen - 92 Tea Törmänen Defensive Back - 2 Milla Haapala - 40 Anette Bäckman - 45 Tiina Suvioja - 46 Laura Toivonen - 81 Outi Vedenpää - 83 Iina Tähkänen - 91 Maarit Antila Special Team Roster aggiornato al 15 novembre 2024 Coaching staff HC Jorma Hytönen · OC Teemu Kuusisto · DC Tuukka Hämäläinen · RB Toni Luomajoki · WR Jasmin Lindqvist · OL Heikki Kuusela · DL Janne Seppä · LB Aleksi Astor |

| Roster della Finlandia - Mondiale 2013 |
| --- |
| Quarterback - 9 Laura Hautakangas - 12 Tiina Salo - 34 Jonna Hakkarainen Running Back - 1 Kirsti Nirhamo - 2 Jenni Lindén - 3 Janina Virtanen - 26 Anu Ruotsalainen - 31 Anne Rasilahti Wide Receiver - 35 Jutta Luhtala - 80 Sari Kuosmanen - 81 Sini Virtanen - 82 Riina Kuukso - 84 Janna-Jemina Seiles - 85 Miina Saros - 89 Natalia Blomster - 92 Henna-Riikka Pitkänen Offensive Linemen - 51 Miia Virtanen - 60 Merle Ziemann - 62 Anna Rajavuori - 66 Laura Kontiainen - 67 Riikka Martin - 68 Minttu Hurme - 70 Jenni Miettinen - 75 Karolina Paukkala - 76 Nina-Maria Perttunen Defensive Linemen - 32 Elina Seppälä - 54 Sophia von Haartman - 58 Sarah Takolander - 63 Laura Tennberg - 71 Mia Heinikoski Linebacker - 14 Anri Vartiainen - 22 Kaisa Carlson - 30 Anna Tanskanen - 36 Anu Hakkarainen - 42 Tiina Mutanen - 43 Elina Kero - 47 Tea Törmänen - 50 Laura Peltonen Defensive Back - 5 Maiju Isomaa - 8 Laura Jaakola - 11 Sanna Järvinen - 40 Anette Bäckman - 45 Tiina Suvioja - 83 Iina Tähkänen - 91 Maarit Antila Special Team Roster aggiornato al 14 novembre 2024 Coaching staff HC Jorma Hytönen · OC/QB Teemu Kuusisto · DC/DB Tuukka Hämäläinen · OL Heikki Kuusela · RB Toni Luomajoki · WR Jasmin Lindqvist · DL Joachim Salo · LB Aleksi Astor |

| Roster della Finlandia - Svezia-Finlandia 2013 |
| --- |
| Quarterback - 8 Piritta Vaattovaara - 9 Laura Hautakangas - 12 Tiina Salo - 34 Jonna Hakkarainen Running Back - 1 Kirsti Nirhamo - 2 Jenni Lindén - 3 Janina Virtanen - 26 Anu Ruotsalainen - 30 Tytti Niemi Wide Receiver - 35 Jutta Luhtala - 80 Sari Kuosmanen - 81 Sini Virtanen - 84 Janna-Jemina Seiles - 85 Miina Saros - 92 Henna-Riikka Pitkänen Offensive Linemen - 62 Anna Rajavuori - 66 Laura Kontiainen - 68 Minttu Hurme - 70 Jenni Miettinen - 75 Karolina Paukkala - 76 Nina-Maria Perttunen Defensive Linemen - 32 Elina Seppälä - 51 Karita Sadeharju - 54 Sophia von Haartman - 58 Sarah Takolander - 63 Laura Tennberg - 71 Mia Heinikoski Linebacker - 14 Anri Vartiainen - 22 Kaisa Carlson - 36 Anu Hakkarainen - 42 Tiina Mutanen - 43 Elina Kero - 47 Essi Koskinen - 50 Johanna Päkkilä Defensive Back - 5 Maiju Isomaa - 11 Sanna Järvinen - 40 Anette Bäckman - 45 Tiina Suvioja - 83 Iina Tähkänen - 91 Maarit Antila Special Team Roster aggiornato al 15 novembre 2024 Coaching staff HC Jorma Hytönen · OC/QB Teemu Kuusisto · DC/DB Tuukka Hämäläinen · RB Toni Luomajoki · WR Jasmin Lindqvist · OL Heikki Kuusela · LB Aleksi Astor |

| Roster della Finlandia - Europeo 2015 |
| --- |
| Quarterback - 7 Merita Bruun - 87 Jenni Wahlberg Running Back - 10 Else Suutarinen - 20 Jenni Lindén - 24 Janina Virtanen - 30 Johanna Päkkilä - 36 Tytti Kuusinen - 91 Katri Laine Wide Receiver - 8 Paula Lehtinen - 12 Kirsti Nirhamo - 80 Sari Kuosmanen - 81 Janna-Jemina Seiles - 82 Henna-Riikka Pitkänen - 86 Emmi Järn Offensive Linemen - 60 Venla Nikula - 61 Eeva Luukkanen - 65 Kirsi Kauhanen - 66 Laura Kontiainen - 70 Elina Leukunen - 73 Suvi Mäntyniemi - 77 Mirva Honkonen - 78 Minttu Hurme Defensive Linemen - 50 Jenni Miettinen - 52 Elina Seppälä - 76 Riikka Kallio - 90 Laura Tennberg - 92 Katriina Saarinen - 93 Sophia von Haartman - 95 Eva von Haartman - 96 Milena Abbas Mamode Linebacker - 1 Anniina Vikman - 3 Tiina Mutanen - 6 Julia Turunen - 9 Outi Vedenpää - 34 Marianne Tanninen - 39 Veera Kiiskinen - 41 Elina Kero - 43 Anna Tanskanen Defensive Back - 5 Marfa Raipela - 19 Laura Jaakola - 26 Fanni Mikkonen - 32 Johanna Pudas - 44 Anette Bäckman - 83 Iina Tähkänen - 88 Maarit Antila Special Team Roster aggiornato al 14 novembre 2024 Coaching staff HC Jorma Hytönen · OC/QB Teemu Kuusisto · DC/LB Toni Luomajoki · OL Mika Eloranta · RB Mikko Rissanen · WR Roope Parviainen · DL Heikki Kuusela · DB Mikko Soininen |

| Roster della Finlandia - Svezia-Finlandia 2015 |
| --- |
| Quarterback - 15 Sanna Järvinen - 87 Jenni Wahlberg Running Back - 10 Else Suutarinen - 20 Jenni Lindén - 24 Janina Virtanen - 30 Johanna Päkkilä - 36 Tytti Kuusinen - 91 Katri Laine Wide Receiver - 8 Paula Lehtinen - 12 Kirsti Nirhamo - 80 Sari Kuosmanen - 81 Janna-Jemina Seiles - 82 Henna-Riikka Pitkänen - 86 Emmi Järn Offensive Linemen - 60 Venla Nikula - 61 Eeva Luukkanen - 65 Kirsi Kauhanen - 66 Laura Kontiainen - 70 Elina Leukkunen - 73 Suvi Mäntyniemi - 77 Mirva Honkonen - 78 Minttu Hurme Defensive Linemen - 50 Jenni Miettinen - 52 Elina Seppälä - 76 Riikka Kallio - 90 Laura Tennberg - 92 Katrina Saarinen - 93 Sophia von Haartman - 95 Eva von Haartman - 96 Milena Abbas Mamode Linebacker - 1 Anniina Vikman - 3 Tiina Mutanen - 6 Julia Turunen - 9 Outi Vedenpää - 34 Marianne Tanninen - 41 Elina Kero - 43 Anna Tanskanen Defensive Back - 5 Marfa Raipela - 19 Laura Jaakola - 32 Johanna Pudas - 39 Veera Kiiskinen - 40 Saga Byman - 44 Anette Bäckman - 84 Kirsi Hänninen - 88 Maarit Antila Special Team Roster aggiornato al 15 novembre 2024 Coaching staff HC/OC Teemu Kuusisto · DC Toni Luomajoki · AOC Mika Eloranta · AOC Mikko Rissanen · ADC Mikko Soininen |

| Roster della Finlandia - Viking Line Bowl 2016 |
| --- |
| Quarterback - 8 Jonna Hakkarainen - 9 Jenni Pelkonen - 19 Emilia Hartikainen Running Back - 1 Katri Laine - 6 Sini Lilja - 10 Maija Turpeinen - 34 Satu Suninen - 36 Tytti Kuusinen RB/K Wide Receiver - 3 Sanni Seppälä WR/K - 12 Kirsti Nirhamo - 80 Sari Kuosmanen - 82 Henna-Riikka Pitkänen - 84 Jessi Maunula - 86 Emmi Järn Offensive Linemen - 60 Venla Nikula - 61 Eeva Luukkanen - 66 Anna-Kaisa Saarenpää - 71 Riikka Koskenniemi - 73 Suvi Mäntyniemi - 75 Annukka Peltonen - 77 Nina-Maria Perttunen - 78 Minttu Hurme Defensive Linemen - 24 Janina Virtanen - 52 Elina Seppälä - 76 Riikka Kallio - 90 Anne Rasilahti - 91 Nelli Vaara - 92 Katrina Saarinen - 93 Sophia von Haartman - 95 Hilkka Rahkonen - 96 Milena Abbas Mamode Linebacker - 2 Tiina Möttönen - 15 Laura Nikkola - 20 Satu Roiha - 22 Kaisa Carlson - 26 Janika Nikander - 30 Tea Törmänen - 41 Elina Kero - 43 Minna Moisanen Defensive Back - 5 Marfa Raipela - 11 Jonna Tuovinen - 32 Johanna Pudas - 81 Saga Byman - 83 Anna-Reetta Juntunen - 88 Maarit Antila Special Team Roster aggiornato al 15 novembre 2024 Coaching staff HC/OL Mika Eloranta · OC/WR Petteri Salovalta · DC/LB Toni Luomajoki · QB Teemu Kuusisto · RB Mikko Rissanen · DL Heikki Kuusela · DB Mikko Soininen · ST Roope Parviainen |

| Roster della Finlandia - Mondiale 2017 |
| --- |
| Quarterback - 8 Jonna Hakkarainen - 12 Pia Kosonen Running Back - 34 Tytti Kuusinen - 20 Jenni Lindén - 95 Laura Pulkkinen - 1 Anne Rasilahti - 24 Maija Turpeinen Wide Receiver - 86 Emmi Järn - 80 Sari Kuosmanen - 84 Jessi Maunula - 17 Kirsti Nirhamo - 88 Nana Olavuo - 81 Janna-Jemina Seiles - 3 Sanni Seppälä Offensive Linemen - 78 Minttu Hurme - 71 Riikka Koskenniemi - 70 Noora Kumpulainen - 57 Sara-Maaria Lehtonen - 73 Suvi Mäntyniemi - 66 Satu Tykkyläinen - 77 Anna-Kaisa Saarenpää - 75 Henrika Stjernberg Defensive Linemen - 96 Milena Abbas Mamode - 99 Riikka Kallio - 2 Janina Lehén - 98 Laura Pekkarinen - 97 Hilkka Rahkonen - 92 Katriina Saarinen - 52 Elina Seppälä - 96 Jenni Ristimäki - 93 Nelli Vaara Linebacker - 41 Elina Kero - 45 Matilda Kosonen - 44 Minna Moisanen - 30 Tiina Möttönen - 49 Mia Rohkimainen - 22 Satu Roiha Defensive Back - 40 Anette Bäckman - 28 Anna-Reetta Juntunen - 10 Evi Laajapuro - 19 Terhi Mäkinen - 26 Janika Nikander - 5 Marfa Raipela - 15 Jonna Tuovinen - 83 Iina Tähkänen Special Team Roster aggiornato al 14 novembre 2024 Coaching staff HC/OL Mika Eloranta · OC/WR Petteri Salovalta · DC/LB Toni Luomajoki · QB Teemu Kuusisto · RB Mikko Rissanen · DL Heikki Kuusela · DB Mikko Soininen · ST Samu Juppo |

| Roster della Finlandia - Viking Line Bowl 2017 |
| --- |
| Quarterback - 8 Jonna Hakkarainen - 12 Pia Kosonen Running Back - 34 Tytti Kuusinen - 20 Jenni Lindén - 95 Laura Pulkkinen - 1 Anne Rasilahti - 24 Maija Turpeinen Wide Receiver - 86 Emmi Järn - 80 Sari Kuosmanen - 84 Jessi Maunula - 17 Kirsti Nirhamo - 88 Nana Olavuo - 81 Janna-Jemina Seiles - 3 Sanni Seppälä WR/K Offensive Linemen - 78 Minttu Hurme - 71 Riikka Koskenniemi - 70 Noora Kumpulainen - 57 Sara-Maaria Lehtonen - 73 Suvi Mäntyniemi - 76 Satu Tykkyläinen - 77 Anna-Kaisa Saarenpää - 75 Henrika Stjernberg Defensive Linemen - 96 Milena Abbas Mamode - 99 Riikka Kallio - 2 Janina Lehén - 98 Laura Pekkarinen - 97 Hilkka Rahkonen - 92 Katrina Saarinen - 52 Elina Seppälä - 96 Jenni Ristimäki - 93 Nelli Vaara Linebacker - 41 Elina Kero - 45 Matilda Kosonen - 44 Minna Moisanen - 49 Mia Rohkimainen - 22 Satu Roiha Defensive Back - 40 Anette Bäckman - 28 Anna-Reetta Juntunen - 10 Evi Laajapuro - 19 Terhi Mäkinen - 26 Janika Nikander - 5 Marfa Raipela - 11 Jonna Tuovinen - 83 Iina Tähkänen Special Team Roster aggiornato al 15 novembre 2024 Coaching staff HC/OL Mika Eloranta · WR Petteri Salovalta · LB Toni Luomajoki · QB Teemu Kuusisto · RB Mikko Rissanen · DL Heikki Kuusela · DB Mikko Soininen · ST Samu Juppo |

| Roster della Finlandia - Viking Line Bowl 2018 |
| --- |
| Quarterback - 2 Minna Tiainen - 12 Pia Kosonen - 22 Janina Virtanen Running Back - 6 Emilia Kemppi - 7 Mari Jääskelä - 8 Essi Söderholm - 33 Aino Lepojärvi - 34 Tytti Kuusinen - 95 Laura Pulkkinen Wide Receiver - 3 Sanni Seppälä WR/K - 11 Kirsti Nirhamo - 16 Jenni Kangas - 26 Jenna-Miia Knuts - 80 Sari Kuosmanen - 85 Jutta Luhtala - 86 Emmi Järn Offensive Linemen - 51 Heli Rontu - 60 Venla Nikula - 66 Satu Tykkyläinen - 67 Annukka Peltonen - 70 Sara-Maaria Lehtonen - 71 Anni Alanko - 77 Anna-Kaisa Saarenpää - 78 Minttu Hurme Defensive Linemen - 1 Minna Lehtinen - 43 Sanna Uusimaa - 50 Erika Nylund - 52 Elina Seppälä - 90 Milena Abbas Mamode - 92 Nenna Muurinen - 97 Hilkka Rahkonen - 98 Laura Pekkarinen Linebacker - 20 Tytti Niemi - 22 Satu Roiha - 30 Tiina Möttönen - 40 Evi Laajapuro - 41 Elina Kero - 49 Mia Rohkimainen - Tuula Möttönen Defensive Back - 10 Marfa Raipela - 15 Jonna Tuovinen - 18 Noora Koponen - 28 Veera Jalava - 32 Johanna Pudas - 39 Heta Rantanen - 88 Nelli Palmu Special Team Roster aggiornato al 15 novembre 2024 Coaching staff HC Mika Eloranta · OC Teemu Kuusisto · DC Toni Luomajoki · AC Jenni Wahlberg · AC Mikko Rissanen · AC Heikki Kuusela · AC Mikko Soininen · AC Samu Juppo |

| Roster della Finlandia - Europeo 2019 |
| --- |
| Quarterback - 9 Emilia Hartikainen - 12 Pia Kosonen - 25 Janina Virtanen Running Back - 6 Emilia Kemppi - 7 Mari Jääskelä - 33 Aino Lepojärvi - 34 Tytti Kuusinen - 42 Satu Tykkyläinen Wide Receiver - 1 Anne Rasilahti - 3 Sanni Seppälä - 8 Essi Söderholm - 11 Kirsti Nirhamo - 16 Jenni Kangas - 80 Sari Kuosmanen - 81 Anna Martola Offensive Linemen - 51 Heli Rontu - 60 Venla Nikula - 70 Sara-Maaria Lehtonen - 71 Anni Alanko - 73 Minna Laitila - 76 Riikka Koskenniemi - 77 Anna-Kaisa Saarenpää - 78 Minttu Hurme Defensive Linemen - 52 Elina Seppälä - 75 Minna Lehtinen - 90 Milena Abbas Mamode - 92 Nenna Muurinen - 97 Hilkka Rahkonen - 98 Laura Pekkarinen Linebacker - 20 Tytti Niemi - 26 Janika Nikander - 28 Sarina Forsblom - 30 Tiina Möttönen - 31 Essi Saastamoinen - 41 Elina Kero - 43 Johanna Päkkilä - 49 Anni Laitinen Defensive Back - 2 Veera Jalava - 10 Jonna Veräjänkorva - 15 Jonna Tuovinen - 18 Noora Koponen - 39 Heta Rantanen - 40 Tiina Suvioja - 88 Nana Olavuo Special Team Roster aggiornato al 14 novembre 2024 Coaching staff HC Mika Eloranta · OC Teemu Kuusisto · DC Samu Juppo · AC Jenni Wahlberg · AC Mikko Rissanen · AC Heikki Kuusela · AC Mikko Soininen · AC Joonas Kolunsarka |

| Roster della Finlandia - Svezia-Finlandia 2019 |
| --- |
| Quarterback - 9 Emilia Hartikainen - 12 Tiina Salo Running Back - 4 Aino Lepojärvi - 6 Emilia Kemppi - 7 Mari Jääskelä - 34 Tytti Kuusinen Wide Receiver - 3 Sanni Seppälä - 8 Essi Söderholm - 11 Kirsti Nirhamo - 80 Sari Kuosmanen - 81 Suvi Mikkonen Offensive Linemen - 51 Heli Rontu - 60 Venla Nikula - 68 Tiitu Myrsky - 70 Sara-Maaria Lehtonen - 71 Anni Alanko - 73 Minna Laitila - 77 Anna-Kaisa Saarenpää - 78 Minttu Hurme Defensive Linemen - 52 Elina Seppälä - 1 Minna Lehtinen - 93 Sanna Uusimaa - 95 Janette Mäkipää - 98 Laura Pekkarinen Linebacker - 20 Tytti Niemi - 26 Janika Nikander - 28 Sarina Forsblom - 31 Essi Saastamoinen - 41 Elina Kero - 97 Hilkka Rahkonen Defensive Back - 2 Veera Jalava - 10 Jonna Veräjänkorva - 15 Jonna Tuovinen - 17 Iida Kivioja - 27 Oona Tuomi - 39 Heta Rantanen - 40 Tiina Suvioja - 88 Nana Olavuo Special Team Roster aggiornato al 18 novembre 2024 Coaching staff HC Mika Eloranta · OC Teemu Kuusisto · DC Samu Juppo · AC Jenni Wahlberg · AC Mikko Rissanen · AC Joonas Kolunsarka · AC Mikko Soininen |

| Roster della Finlandia - Mondiale 2022 |
| --- |
| Quarterback - 9 Emilia Räty - 12 Pia Kosonen Running Back - 5 Mari Jääskelä - 6 Emilia Kemppi - 31 Laura Pulkkinen - 32 Aino Lepojärvi - 34 Tytti Kuusinen Wide Receiver - 2 Emmi Järn - 4 Lotta Ahonen - 8 Essi Söderholm - 11 Kirsti Nirhamo - 81 Janna-Jemina Seiles - 89 Tiia Jansen - 91 Sini Lilja Offensive Linemen - 51 Heli Rontu - 52 Anna-Kaisa Saarenpää - 53 Annika Heino - 54 Oona Ylinen - 60 Venla Nikula - 65 Tia Mäkinen - 67 Laura Hiltunen - 70 Sara-Maaria Lehtonen Defensive Linemen - 36 Sini Ramela - 50 Anni Alanko - 73 Minna Lehtinen - 84 Mila Puska - 95 Riikka Pietikäinen - 96 Riikka Roivainen - 97 Henna-Maija Alakoskela - 98 Laura Pekkarinen Linebacker - 10 Evi Laajapuro - 22 Janika Nikander - 25 Essi Saastamoinen - 29 Aino Joro - 44 Sarina Forsblom - 88 Hilkka Rahkonen - 94 Eveliina Virtanen Defensive Back - 15 Jonna Tuovinen - 16 Hanna Ropanen - 19 Jenni Suorsa - 20 Jenna Hautamäki - 21 Saara Asikainen - 24 Oona Tuomi - 26 Anni Pajunen - 28 Iida Kivioja Special Team Roster aggiornato al 14 novembre 2024 Coaching staff HC/OC Mika Eloranta · DC/LB Samu Juppo · Coach Aki Ollenberg · Coach Jarkko Nieminen · Coach Mikko Rissanen · Coach Heikki Kuusela · Coach Mikko Soininen · Coach Joonas Koulunsarka |

| Roster della Finlandia - Finlandia-Spagna Europeo 2023-2024 |
| --- |
| Quarterback - 8 Essi Söderholm - 12 Aada Salminen Running Back - 14 Lillian Nuutinen - 17 Mari Jääskelä - 28 Annika Kyröläinen - 33 Suvi Väisänen - 34 Tytti Kuusinen - 80 Mira Huuska Wide Receiver - 2 Emmi Järn - 4 Lotta Ahonen - 11 Kirsti Nirhamo - 82 Milla Korhonen - 88 Tiia Jansen - 91 Noora Saros Offensive Linemen - 50 Laura Hiltunen - 52 Anna-Kaisa Saarenpää - 53 Oona Ylinen - 57 Tiitu Myrsky - 61 Leena Tuikkala - 65 Ninni Mäkinen - 67 Anna-Kaisa Sistonen - 68 Jenni Patana Defensive Linemen - 36 Sini Ramela - 41 Tytti Tiainen - 81 Leena Rönkä - 89 Riikka Roivainen - 92 Linnea Lindfors - 93 Iina Tiihonen - 95 Mila Puska - 98 Anni Alanko Linebacker - 10 Evi Laajapuro - 25 Essi Saastamoinen - 29 Aino Joro - 40 Nelly Mimmi-Orvokki Aspinen - 46 Sara-Sofia Reid - 90 Tiina Möttönen Defensive Back - 16 Hanna Ropanen - 19 Jenni Suorsa - 20 Jenna Hautamäki - 24 Oona Tuomi - 27 Janna Hakala - 32 Niina Pehkonen - 49 Veera Jalava - 89 Sara Inkilä - 97 Olga Wasenius Special Team Roster aggiornato al 20 novembre 2024 Coaching staff HC Samu Juppo · OC Jarkko Nieminen · AC Joonas Kolunsarka · AC Aki Ollenberg · AC Mikko Soininen · AC Elina Kero · AC Heikki Kuusela · AC Ville Nieminen · AC Mikko Rissanen |

| Roster della Finlandia - Svezia-Finlandia Europeo 2023-2024 |
| --- |
| Quarterback - 1 Emmi Kolehmainen - 7 Nea Törmänen - 8 Essi Söderholm Running Back - 5 Mari Jääskelä - 28 Annika Kyröläinen RB/K - 29 Aino Joro - 80 Emilia Vihantola Wide Receiver - 11 Kirsti Nirhamo - 44 Janica Nyman - 49 Lotta Eräkangas - 88 Tiia Jansen - 91 Noora Saros Offensive Linemen - 50 Laura Hiltunen - 51 Erika Nylund - 52 Anna-Kaisa Saarenpää - 53 Oona Ylinen - 64 Ninni Mäkinen - 67 Anna-Kaisa Sistonen - 68 Jenni Patana - 70 Sara-Maaria Lehtonen Defensive Linemen - 9 Emilia Räty - 36 Sini Ramela - 45 Tytti Tiainen - 73 Minna Lehtinen - 93 Iina Tiihonen - 95 Mila Puska - 98 Anni Alanko - 99 Christina Kylmäluoma Linebacker - 3 Nana Olavuo - 10 Evi Laajapuro - 25 Essi Saastamoinen - 43 Ida Similä - 46 Sara-Sofia Reid - 90 Tiina Möttönen Defensive Back - 17 Anja-Liisa Killenberger - 19 Jenni Suorsa - 20 Jenna Hautamäki - 24 Oona Tuomi - 27 Janna Hakala - 39 Heta Rantanen - 40 Linnea Uggeldahl - 82 Nelli Malk - 83 Veera Jalava - 97 Olga Wasenius Special Team Roster aggiornato al 20 novembre 2024 |

| Roster della Finlandia - Finlandia-Germania Europeo 2023-2024 |
| --- |
| Quarterback - 8 Essi Söderholm - 15 Lea Kaszas Running Back - 6 Emilia Kemppi - 15 Matilda Berndtsson - 28 Annika Kyröläinen - 31 Laura Pulkkinen - 83 Emilia Vihantola Wide Receiver - 4 Lotta Ahonen - 21 Suvi Partanen - 36 Oona Yliuntinen - 80 Mira Huuska - 82 Milla Korhonen - 84 Aino Helskyaho - 88 Tiia Jansen Offensive Linemen - 50 Laura Hiltunen - 52 Anna-Kaisa Saarenpää - 53 Oona Ylinen - 54 Kaisa Hovi - 58 Anita-Alina Söderström - 65 Ninni Mäkinen - 68 Jenni Patana - 70 Sara-Maaria Lehtonen Defensive Linemen - 9 Emilia Räty - 41 Tytti Tiainen - 42 Noora Nojonen - 90 Sarah Chime - 92 Roosa Laitinen - 93 Iina Tiihonen - 95 Mila Puska - 99 Christina Kylmäluoma Linebacker - 10 Evi Laajapuro - 24 Kaisla Honkaniemi - 29 Aino Joro - 40 Linnea Uggeldahl - 44 Ida Similä - 46 Sara-Sofia Reid Defensive Back - 5 Anni Udd - 12 Nelli Malk - 20 Jenna Hautamäki - 24 Oona Tuomi - 27 Janna Hakala - 29 Miina Laukkanen - 32 Niina Pehkonen - 33 Anja-Liisa Killenberger - 97 Olga Wasenius Special Team Roster aggiornato al 20 novembre 2024 Coaching staff HC Samu Juppo · OC Jarkko Nieminen · AC Joonas Kolunsarka · AC Mikko Rissanen · AC Elina Kero · AC Ville Nevalainen · AC Aki Ollenberg · AC Mikko Soininen |

| Roster della Finlandia - Gran Bretagna-Finlandia Europeo 2023-2024 |
| --- |
| Quarterback - 8 Essi Söderholm - 15 Lea Kaszas Running Back - 6 Emilia Kemppi - 26 Aino Lepojärvi - 28 Annika Kyröläinen - 31 Laura Pulkkinen Wide Receiver - 4 Lotta Ahonen - 21 Suvi Partanen - 80 Mira Huuska - 82 Milla Korhonen - 85 Janica Nyman - 88 Tiia Jansen Offensive Linemen - 50 Laura Hiltunen - 52 Anna-Kaisa Saarenpää - 53 Oona Ylinen - 54 Kaisa Hovi - 58 Anita-Alina Söderström - 65 Ninni Mäkinen - 68 Jenni Patana - 70 Sara-Maaria Lehtonen - 92 Roosa Laitinen - 93 Iina Tiihonen Defensive Linemen - 9 Emilia Räty - 36 Sini Ramela - 41 Tytti Tiainen - 90 Sarah Chime - 95 Mila Puska - 98 Anni Alanko Linebacker - 10 Evi Laajapuro - 22 Janika Nikander - 24 Kaisla Honkaniemi - 25 Essi Saastamoinen - 40 Linnea Uggeldahl - 44 Ida Similä - 46 Sara-Sofia Reid Defensive Back - 3 Nana Olavuo - 5 Anni Udd - 17 Helen Wicht - 19 Eveliina Ryynänen - 20 Jenna Hautamäki - 27 Janna Hakala - 29 Miina Laukkanen - 97 Olga Wasenius Special Team Roster aggiornato al 21 novembre 2024 |